# Lupe Valdez
Guadalupe Valdez (nacida el 11 de octubre de 1947 en San Antonio) es una oficial estadounidense encargada de hacer cumplir la ley que se desempeñó como Sheriff del Condado de Dallas, de 2005 a 2017. Fue la candidata demócrata a Gobernador de Texas en las elecciones para gobernador de 2018.